# 金兰水库
金兰水库原名金兰汤水库，是中国浙江省金华市境内的一座水库，位于金华江支流白沙溪上，建于1960年，并曾于1975年、2006年和2022年进行加固工程。水库正常库容为6130万立方米，集雨面积为270平方千米，海拔为122米。水库为金华市区主要饮用水水源之一，通过2001年在琅琊镇湾坞山坡建成的金沙湾水厂取水，经过供水管网进入金华城区的供水系统，一期供水规模15万立方米/日。2005年7月二期工程建成投产后，金沙湾水厂达到目前30万立方米/日的设计供水规模；此外水库还灌溉下游21万亩农田。